# Wakana
Wakana (jap. わかな, ワカナ) – żeńskie imię japońskie.

## Możliwa pisownia
Wakana można zapisać używając wielu różnych znaków kanji i może znaczyć m.in.:
- 和奏, „harmonijna muzyka”[1]
- 若菜
- 和佳奈
- 和可那

## Znane osoby
- Wakana Matsumoto (若菜), japońska aktorka
- Wakana Nagahara (和可那), japońska badmintonistka
- Wakana Ōtaki (若奈), wokalistka japońskiego zespołu Kalafina
- Wakana Yamazaki (和佳奈), japońska seiyū

## Fikcyjne postacie
- Wakana Itō (若菜), bohaterka anime Sacred Seven
- Wakana Morizono (わかな), bohaterka anime Pretty Rhythm: Rainbow Live
- Wakana Nura (若菜), postać z mangi i anime Nurarihyon no mago
- Wakana Sakai (和奏), główna bohaterka mangi i anime Tari Tari